# Jean-Luc Gaget
 (février 2022).
Si vous disposez d'ouvrages ou d'articles de référence ou si vous connaissez des sites web de qualité traitant du thème abordé ici, merci de compléter l'article en donnant les références utiles à sa vérifiabilité et en les liant à la section « Notes et références ».
 (février 2022).
Jean-Luc Gaget, né le 25 juillet 1958 à Paris, est un scénariste, dialoguiste, romancier, monteur, et réalisateur français.

## Biographie
Jean-Luc Gaget débute très jeune comme assistant-réalisateur. Parallèlement, il réalise ses premiers courts-métrages et fonde en 1983 la société de production Cinq et Cinq films avec notamment Laurent Bénégui et Luc Pagès. Il devient par la suite chef monteur, tout en continuant à réaliser ses propres courts-métrages, dont certains seront primés, et à écrire des scénarios pour d'autres réalisateurs. 
Cinq et Cinq films devient Magouric, société de production qui va produire sous la direction de Laurent Bénégui  entre 1993 et 2005 des courts et longs métrages. 
Il est le chef monteur de plusieurs courts et longs-métrages, mais aussi producteur exécutif (Mille bornes d'Alain Beigel) et occasionnellement acteur. Il aborde en 2000 la réalisation de son premier long-métrage J'ai tué Clémence Acéra, qui sort en avril 2001 sur les écrans. 
À partir de 2002, il se consacre essentiellement à son activité de scénariste et dialoguiste, pour le cinéma et la télévision, et écrit notamment pour Sólveig Anspach, Lucas Belvaux, Jean-Pierre Améris, Laurent Bénégui, François Desagnat, Fabien Onteniente, Blandine Lenoir, Pascal Chaumeil, Agnès Obadia, Alain Beigel, Olivier Guignard, Catherine Klein, Julien Rambaldi...
Il reçoit en 2017 le César du Meilleur scénario original pour L'Effet aquatique, le film de Sólveig Anspach.
Il publie son premier roman La Confrérie des giflés (Éditions JC Lattès) en avril 2022.

## Filmographie

### Scénariste et dialoguiste

#### Courts métrages
- 1976 : La Tentatrice chauve, réalisé par Jean-Luc Gaget
- 1983 : Le Perroquet des îles, réalisé par Jean-Luc Gaget
- 1986 : Douce France, réalisé par Jean-Luc Gaget
- 1989 : Les Petits Porteurs, réalisé par Jean-Luc Gaget
- 1989 : Bobby et l'aspirateur, réalisé par Fabien Onteniente
- 1995 : Romaine, un jour où ça va pas, réalisé par Agnès Obadia
- 1995 : Se pendre à son cou, réalisé par Jean-Luc Gaget
- 1995 : Le Bus, réalisé par Jean-Luc Gaget
- 1996 : La fenêtre ouverte, réalisé par Jean-Luc Gaget, d'après une nouvelle de Saki
- 1996 : Après le bip, réalisé par Jean-Luc Gaget
- 1997 : Liberté chérie, réalisé par Jean-Luc Gaget
- 2005 : Au royaume des aveugles, réalisé par Jean-Luc Gaget

#### Longs métrages
- 1995 : Tom est tout seul, réalisé par Fabien Onteniente
- 1997 : Mauvais Genre, réalisé par Laurent Bénégui
- 1997 : Romaine, réalisé par Agnès Obadia
- 1999 : Mille bornes, réalisé par Alain Beigel
- 2001 : J'ai tué Clémence Acéra, réalisé par Jean-Luc Gaget, d'après un roman de Stephen Dixon
- 2008 : Back Soon, réalisé par Sólveig Anspach
- 2008 : Je te mangerais, réalisé par Sophie Laloy
- 2012 : Queen of Montreuil, réalisé par Sólveig Anspach
- 2013 : Lulu femme nue, réalisé par Sólveig Anspach
- 2014 : Zouzou, réalisé par Blandine Lenoir
- 2016 : L'Effet aquatique, réalisé par Sólveig Anspach avec la collaboration de Jean-Luc Gaget
- 2017 : Aurore, réalisé par Blandine Lenoir
- 2018 : Cornélius, le meunier hurlant, réalisé par Yann Le Quellec
- 2020 : Zaï zaï zaï zaï (film), réalisé par François Desagnat d'après la BD de Fabcaro
- 2022 : Les Femmes du square, réalisé par Julien Rambaldi
- 2022 : Les Folies fermières, réalisé par Jean-Pierre Améris

#### Télévision
- 2005 : Nature contre nature réalisé par Lucas Belvaux
- 2006 : L'État de Grace, série (6x52') réalisée par Pascal Chaumeil (+ Jean-Luc Gaget réalisateur 2e équipe)
- 2008 : Les Petits Meurtres d'Agatha Christie (Meurtres ABC) réalisé par Éric Woreth
- 2009 : Louise Michel réalisé par Sólveig Anspach (+ Jean-Luc Gaget réalisateur 2e équipe)
- 2010 : Un viol réalisé par Marion Sarraut
- 2011 : Rituels meurtriers réalisé par Olivier Guignard
- 2013 : Les Petits Meurtres d'Agatha Christie (Meurtre à la Kermesse ) réalisé par Éric Woreth
- 2013 : Meurtre en trois actes, téléfilm de Claude Mouriéras
- 2014 : Les Petits Meurtres d'Agatha Christie (Un meurtre est-il facile ?) réalisé par Marc Angelo
- 2015 : Lui au printemps, elle en hiver réalisé par Catherine Klein
- 2015 : Les Petits Meurtres d'Agatha Christie (L'étrange enlèvement du petit Bruno) réalisé par Éric Woreth
- 2016 : Les Verbatims, série politique (13:15 de France 2) - Épisodes 1 à 5 réalisés par Jean-Teddy Filippe

#### Pour la radio
- 1982 à 1986 : Huit pièces radiophoniques pour l'émission  Mille et un jours de Pierre Billard diffusées sur France Inter

### Réalisateur
- 1976 : La Tentatrice chauve, court-métrage
- 1983 : Le Perroquet des îles, court-métrage
- 1986 : Douce France, court-métrage
- 1989 : Les Petits Porteurs, court-métrage
- 1989 : La Musique est un cri, court-métrage réalisé pour Amnesty International
- 1995 : Se pendre à son cou, court-métrage
- 1995 : Le Bus, court-métrage
- 1996 : La fenêtre ouverte, court métrage, d'après une nouvelle de Saki
- 1996 : Après le bip, court-métrage
- 1997 : Liberté chérie, court-métrage
- 2001 : J'ai tué Clémence Acéra
- 2005 : Au royaume des aveugles, court-métrage
- 2006 : L'État de Grace, série 6 × 52 min réalisée par Pascal Chaumeil (+ Jean-Luc Gaget réalisateur 2e équipe)
- 2009 : Louise Michel réalisé par Sólveig Anspach (+ Jean-Luc Gaget réalisateur 2e équipe)
- 2016 : L'Effet aquatique réalisé par Sólveig Anspach avec la collaboration de Jean-Luc Gaget
- 2016 : Solveig tourne L'effet aquatique, making-off du film tourné en 2015 en Islande - Diffusion DVD de L'Effet aquatique

### Producteur exécutif
- 1999 : Mille bornes d'Alain Beigel

### Chef monteur
- 1984 : Ataxie passagère de Luc Pagès (court-métrage)
- 1985 : Petite Ligne de Jérome Georges (court-métrage)
- 1986 : Grand khalife dans la quatrième de Rémi Laurent (court-métrage)
- 1992 : Romaine, un jour où ça va pas d'Agnès Obadia (court-métrage)
- 1993 : Mireille et Barnabé aimeraient bien en avoir un  de Laurent Bénégui (court-métrage)
- 1993 : Nanie, gardienne d'une forteresse de Agnès Obadia (Documentaire)
- 1995 : Tom est tout seul de Fabien Onteniente - collaboration au montage (long métrage)
- 1996 : Au petit Marguery de Laurent Bénégui (long métrage)
- 1995 : Le Bus de Jean-Luc Gaget (court-métrage)
- 1997 : Mauvais Genre de Laurent Bénégui (long métrage)
- 1997 : Romaine d'Agnès Obadia (long métrage)
- 1997 : Acrobate de Cécile Maistre (court-métrage)

## Théâtre
- 2022 : Rencontre avec une illuminée spectacle écrit et joué par François de Brauer, collaboration à l'écriture, Théâtre 13 et Théâtre du Petit-Saint-Martin

## Roman
- 2022 : La confrérie des giflés, Éditions JC Lattès - Sélection du Prix Le Vaudeville 2022 et du Prix Cheval Blanc 2022

## Distinctions

### Récompenses
- César 2017 : Meilleur scénario original pour L'Effet aquatique
- Prix de la meilleure série 90 min au Festival de la Rochelle 2017 pour Les Petits Meurtres d'Agatha Christie
- Prix SACD à la Quinzaine des Réalisateurs au Festival de Cannes 2016 pour L'Effet aquatique
- Prix du meilleur téléfilm au Festival de la Rochelle 2013 pour Meurtre en trois actes
- Prix Polar 2012 du meilleur unitaire TV au Festival de Cognac pour Rituels meurtriers
- Prix Lina Mangiacapre à la Mostra de Venise 2012, Prix du Public au Festival international du film de Reykjavik 2012 pour Queen of Montreuil
- Prix Variéty au Festival de Locarno 2008, Grand prix du Festival du cinéma européen de Séville (es) 2008, Prix du Meilleur Film européen au FIFA de Mons 2008 pour Back Soon
- Prix de la fondation Philipp Morris, Grand prix du Festival de Sarlat 1995 pour Tom est tout seul
- Prix SACD Cinéma au Festival de Cannes 1997 pour Liberté chérie (Court-métrage)
- Prix du Public - Festival de Clermont-Ferrand 1983 pour Le perroquet des îles (Court-métrage)
- Grand prix du Festival de Laval 1986, Prix du Festival d'Albi 1986, Prix du public au Festival de Brest 1986 pour Douce France (Court-métrage)
- Prix de la jeunesse au Festival de Rennes 95 pour Se pendre à son cou (Court-métrage)
- Grand prix du Festival de la Cluzat 89 pour Bobby et l'Aspirateur[réf. souhaitée] (Court-métrage)

### Nominations
- César du cinéma 2017 : Meilleur scénario original  pour  L'Effet aquatique
- César du cinéma 2015 : César de la meilleure adaptation pour Lulu femme nue
- César du cinéma 1996 :  Meilleur court-métrage pour Le Bus
- Prix Jacques-Prévert 2014 : meilleur scénario original pour Queen of Montreuil
- Prix Jacques-Prévert 2015 : meilleure adaptation pour Lulu femme nue
- Prix Marcel Jullian 2016 : nomination pour Lui au Printemps, elle en hiver